# Kender Tamás
Kender Tamás (2007 —) magyar gokartversenyző, az UNI Győr WMS tagja. 2021-ben tűnt fel a hazai amatőr gokartsportban, amikor a KARTING365 Gokart Kupa versenysorozatban debütált. Azóta rendszeres résztvevője különböző bajnokságoknak.

## Pályafutása

### Korai évek
Kender Tamás gokartpályafutásáról a 2021-es szezon előtt kevés nyilvánosan elérhető információ áll rendelkezésre. Gokartos karrierje ismert módon a KARTING365 versenysorozatban kezdődött, ahol gyorsan sikereket ért el.

### 2021 – Debütálás a KARTING365 sorozatban
2021-ben Kender Tamás első alkalommal vett részt a KARTING365 Gokart Kupában, amely Magyarország egyik legnagyobb amatőr gokartverseny-sorozata.

### 2021 – Év végi összetett eredmények
- Q3 összesített eredmény (2021): 3. hely (106 pont)
- Q4 összesített eredmény (2021): 3. hely (105 pont)
- Ezzel Kender Tamás az egyik legeredményesebb új versenyzővé vált a 2021-es szezonban

### 2023 - CRG World Contest
7. helyezéssel a legeredményesebb magyar pilóta volt.

### 2024 – Magyar Kupa sikerek
A 2024-es szezonban Kender Tamás szerepet vállalt a Soproni Gokart Sportegyesület első győzelmében a Magyar Kupa IV. fordulójában, amelyet a magyar Birizdokart pályán rendeztek. 

## Stílusa és taktikai jellemzői
Kender Tamás vezetési stílusát technikai precizitás, kivárásra alapozott versenytaktika jellemzi. Híres a higgadt, kontrollált versenyzéséről.